# Ilma irvina
Ilma irvina är en fjärilsart som beskrevs av Carl Plötz 1886. Ilma irvina ingår i släktet Ilma och familjen tjockhuvuden. Inga underarter finns listade i Catalogue of Life.